# Bulbophyllum cerambyx
Bulbophyllum cerambyx är en orkidéart som beskrevs av Johannes Jacobus Smith. Bulbophyllum cerambyx ingår i släktet Bulbophyllum och familjen orkidéer. Inga underarter finns listade i Catalogue of Life.